# Kulmain
Kulmain település Németországban, azon belül Bajorországban. Lakosainak száma 2260 fő (2023. december 31.). Kulmain Ebnath és Brand községekkel határos.

## Népesség
A település népessége az elmúlt években az alábbi módon változott:
| Lakosok száma | 631  | 1136 | 1394 | 2134 | 2275 | 2253 | 2303 | 2269 | 2293 | 2260 |
|               | 1875 | 1950 | 1975 | 1987 | 2012 | 2014 | 2016 | 2017 | 2021 | 2023 |